# Eutrepsia inconstans
Eutrepsia inconstans là một loài bướm đêm trong họ Geometridae.